# Psidium guineense
Psidium guineense llamada popularmente (entre otros nombres) guayaba ágria, es una especie arbórea de la familia de las mirtáceas. Es nativa de América tropical.

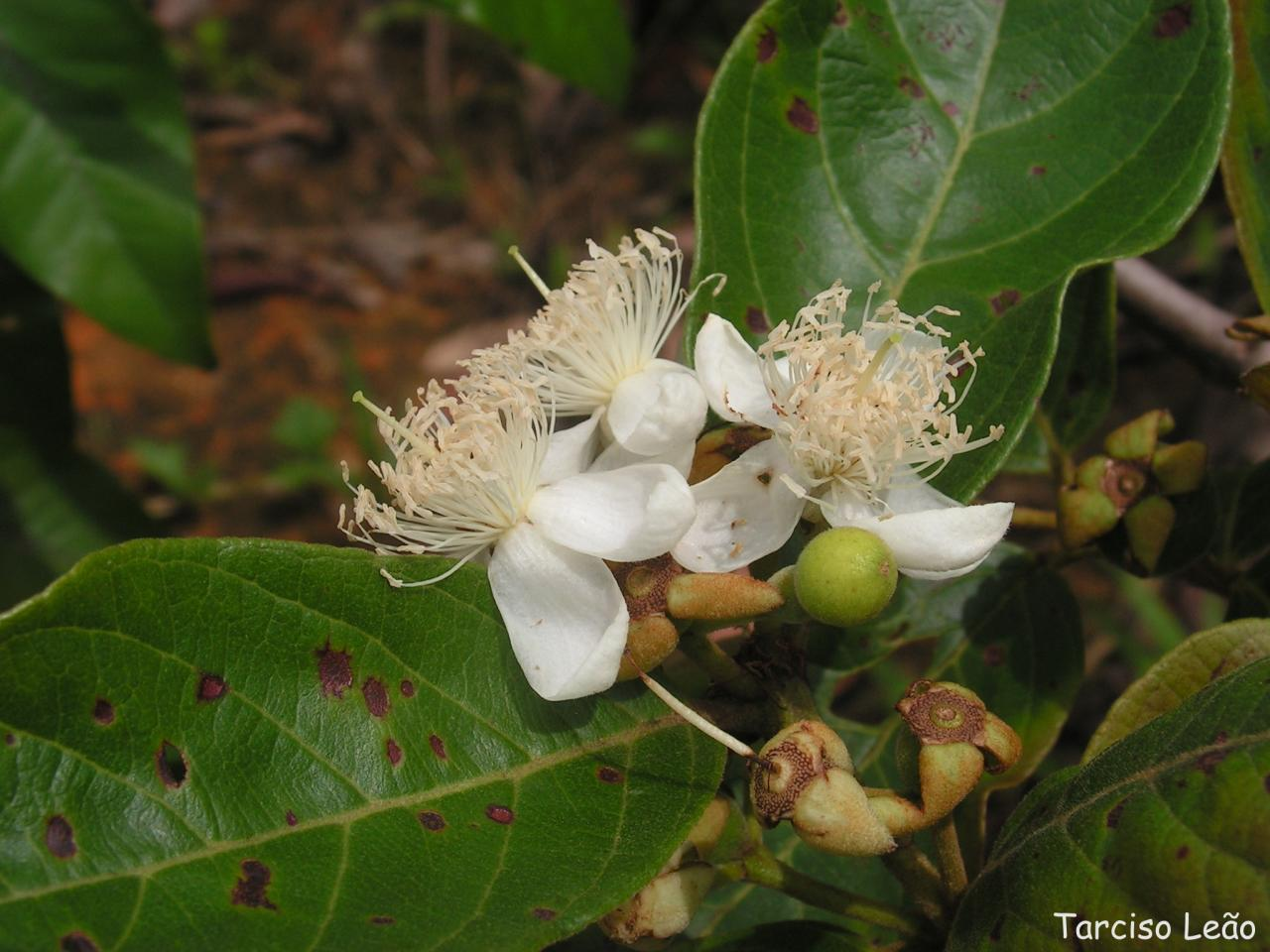
Flor.

## Descripción
Arbusto o pequeño árbol de hasta 6 m de altura. La corteza lisa, de 1 mm de espesor, escamosa, de color gris pálido a gris oscuro. Brotes pubescentes. Hojas simples, opuestas, de 5 a 14 cm de largo y 3 a 6 cm de ancho, ampliamente elípticas a ovadas u ovado-elípticas, el ápice redondeado a agudo, algunas veces cortamente apiculado, la base generalmente redondeada o cuneiforme, lisas o glabrescentes en el haz, densamente cafés o gris-pubescentes en el envés; el peciolo de 5-10 mm de largo. Flores axilares, solitarias o en grupos de tres, fragantes, pétalos de cerca de 1 cm de largo, blancos. El fruto es una baya globular o piriforme de 1 a 2,5 cm de largo y 2-3,5 cm de diámetro, amarillo pálido al madurar, con pulpa blanca y amarilla y numerosas semillas.

## Distribución y hábitat
Nativa de la América tropical, se extiende desde el sur de México y partes del Caribe, Brasil, hasta el norte de la Argentina (Provincia de Misiones y Corrientes). Se ha reportado su distribución en África, incluida Madagascar. En México se distribuye en los Estados de Sinaloa, Nayarit, Jalisco, Michoacán, Oaxaca, Guerrero, Chiapas, Veracruz, Tabasco, Campeche y Yucatán.
P. guineense prolifera en suelos pobres de los trópicos y subtrópicos entre húmedos y semiáridos, en zonas con precipitaciones anuales de 1000 a 2400 mm. En ocasiones abunda en zonas de vegetación precaria y muy de vez en cuando aparece en zonas alteradas, como antiguos pastos, zonas agrícolas abandonadas y márgenes de las carreteras. Es una planta que deja caer gran parte de sus hojas durante la época seca, característica de sabanas y zonas alteradas. Se ha encontrado también en bosques secos, bosques húmedos a muy húmedos, bosques de pino-encino, sabanas y bosques de galería, en elevaciones de 0 a 2000 m s. n. m.

## Taxonomía
Psidium guineense fue descrita por Peter Olof Swartz y publicado en Nova Genera et Species Plantarum seu Prodromus 77. 1788.
 ;Etimología:
Ver: Psidium

## Estado de conservación
No se encuentra bajo alguna categoría de riesgo en la norma 059 de la SEMARNAT 2010 en México. Tampoco se encuentra bajo riesgo de acuerdo a la Unión Internacional para la Conservación de la Naturaleza (IUCN).

## Propiedades
En los estados mexicanos Chiapas, Oaxaca y Veracruz, se aprovecha para tratar diversos padecimientos digestivos, como la diarrea, cuando es líquida con restos de comida, pujo y "tenesmo"; la disentería con sangre y moco, gases intestinales, vómito y enfermedades bucales. Se utilizan tanto las hojas como el fruto o la raíz, principalmente hervidas.